# 의도성
의도성(Intentionality) 또는 지향성, 고의성은 사물, 속성 및 상황을 대표하거나 대표하는 마음의 힘이다. 의도성은 주로 지각, 믿음, 욕망과 같은 정신 상태에 기인하며, 이것이 바로 많은 철학자들이 정신 상태의 특징적인 표시로 간주해 온 이유이다. 의도성 이론의 핵심 쟁점은 의도적 비존재 문제, 즉 의도적 상태의 대상인 실체의 존재론적 지위를 결정하는 것이었다.
의도성에 대한 초기 이론은 안셀무스 칸투아리엔시스의 신의 존재에 대한 존재론적 논증, 그리고 이해 속에 존재하는 대상과 현실에 존재하는 대상을 구별하는 그의 신조와 관련이 있다. 이 개념은 중세 스콜라 시대 말기에 논의에서 사라졌지만 최근에는 경험 심리학자 프란츠 브렌타노에 의해 부활되었고 나중에 현대 현상학 철학자 에드문트 후설에 의해 채택되었다. 오늘날 의도성은 마음과 언어의 철학자들 사이에서 살아있는 관심사이다. 일반적인 논쟁은 자연과학에서 연구한 바와 같이 의도적 속성이 자연적 속성으로 환원될 수 있다는 견해인 자연주의와 의도성이 의식에 기초를 두고 있다는 견해인 현상적 의도성 이론 사이에 있다.

## 같이 보기
- 알렉시우스 마이농
- 루스 밀리컨
- 심신 문제
- 토마스 네이글
- 자의식
- 초지능